# Stânca (okręg Neamț)
Stânca – wieś w Rumunii, w okręgu Neamț, w gminie Pipirig. W 2011 roku liczyła 1526 mieszkańców.